# Aschitus populi
Aschitus populi är en stekelart som beskrevs av Svetlana N. Myartseva 1979. Aschitus populi ingår i släktet Aschitus och familjen sköldlussteklar.
Artens utbredningsområde är Turkmenistan. Inga underarter finns listade.